# Paul Thompson
Paul Thomson, född 13 maj 1951 i Jarrow, England, Storbritannien, engelsk trumslagare, mest känd som medlem i rockbandet Roxy Music. Han är medlem i Andy Mackays projekt med Metaforerna och gick med i Lindisfarne 2013. Han var också trummis för Oi! bandet Angelic Upstarts och det amerikanska alternativrockbandet Concrete Blonde.

## Karriär
Thompson gick med i Roxy Music 1971 och krediterades som trummis på sex album, samt turnerade och uppträdde på soloskivor med sina bandkamrater Bryan Ferry, Phil Manzanera och Andy Mackay.
1980 lämnade Thompson Roxy Music tillfälligt på grund av en armskada. Senare samma år lämnade han bandet permanent på grund av musikaliska skillnader mellan honom själv och Bryan Ferry. Thompson var också medlem i Concrete Blonde från 1989 till 1991, och igen från 1993 till 1996, och spelade på deras album Bloodletting och Mexican Moon.
2001 återförenades han med Roxy Music för en turné. Han turnerade också med Ferry, då han spelade på albumet Frantic från 2003, och spelade även på Isle of Wight Festival. Under denna period spelade Thompson livespelningar med Andy Mackay och The Metaphors och krediterades på deras egenutgivna live-CD London! Paris! New York! Rom! år 2009. 
Han gick med i bandet Lindisfarne 2013.
Thompson valdes in i Rock and Roll Hall of Fame 2019 som medlem i Roxy Music.